# Luran Ahmeti
Luran Ahmeti (31 de julio de 1974 – 25 de marzo de 2021) fue un actor de teatro, cine y televisión albanés.

## Primeros años y carrera.
Luran Ahmeti nació el 31 de julio de 1974, en Skopje, República Federativa Socialista de Yugoslavia, en una familia de ascendencia albanesa.   Su padre fue un literato anticomunista que había sido discriminado cuando era niño. Estudió psicología en la Universidad San Cirilo y Metodio de Skopje y también teatro.  Comenzó su carrera como actor en varias producciones en Skopje. Habla bien turco debido a pasó su infancia en ciudades turcas de Macedonia, por lo que comenzó a actuar en Turquía interpretando el personaje de Dimitri en la serie de televisión Elveda Rumeli. Interpretó al estadista otomano Divane Hüsrev Pasha en la serie de televisión de 2013 Muhteşem Yüzyıl. 
Empezó a vivir en Estambul, donde se casó con una chica albanesa y participó en la serie Elveda Rumeli. En una entrevista de 2016, describió las guerras como "lo peor del mundo" y afirmó que todavía tenía miedo de los rusos debido a su vida de exilio en su infancia, no confía en ellos y no sería amigo de los rusos toda su vida. 

## Muerte
Murió el 25 de marzo de 2021 en Skopje, capital de Macedonia del Norte, debido al COVID-19 con 46 años. 

## Filmografía

### Cine
- Puppet Show (1998)
- Stories about Love (2001)
- Bal-Can-Can (2004)
- 10 (2007)
- Izstop (2007)
- Hayde Bre (2010)
- Güzel Günler Göreceğiz (2011)
- Limonata (2015)
- Acı Kiraz (2020)

### Series de TV
- Kurtlar Vadisi Pusu (2015-2016)
- Mutlu Ol Yeter (2015)
- Muhteşem Yüzyıl (2013)
- Son Yaz-Balkanlar 1912 (2012)
- Elveda Rumeli (2007-2009)
- Balcanes Düğünü (2009)
- Bahar Dallari (2009)
- Tek Başımıza (2011)
- Reyes (2011)
- Karakol - Herkes Adalet İster (2011)
- Büyük Sürgün Kafkasya (2015-2016)